# 하미드 이스마일
하미드 이스마일(1987년 11월 12일 ~ )은 카타르의 축구 선수이다. 포지션은 수비수이며 현재 카타르 스타스 리그의 알 가라파 SC 소속이다.